# Мастилено сърце
„Мастилено сърце“ (на английски: Inkheart) е фентъзи от 2009 г. на режисьора Иън Софтли, продуциран от Корнелия Функе, Илън Мейсъл, Дилън Кува, Сара Уонг, Иън Софтли, Уте Леонхардт, Тоби Емерих, Марк Ордески и Андрю Лихт, по сценарий на Дейвид Линдзи-Абер, музиката е композирана от Хавиер Наварете, базиран е на едноименния роман от 2003 г., написан от Корнелия Функе. Във филма участват Брендън Фрейзър, Пол Бетани, Хелън Мирън, Джим Броудбент, Анди Съркис и Елиза Бенет.
Продуциран от New Line Cinema, филмът е пуснат театрално на 12 декември 2008 г. във Великобритания и на 23 януари 2009 г. във Съединените щати от Warner Bros. Pictures. Филмът получава смесени отзиви от критиците и спечели 62,450,361 млн. щ.д. при бюджет от 60 млн. щ.д.
„Мастилено сърце“ е пуснат на DVD и Blu-ray във Великобритания на 13 април 2009 г. На 12 януари 2009 г., видеоиграта, базирана на филма, е пусната от Nintendo DS.